# Baeckeoffe

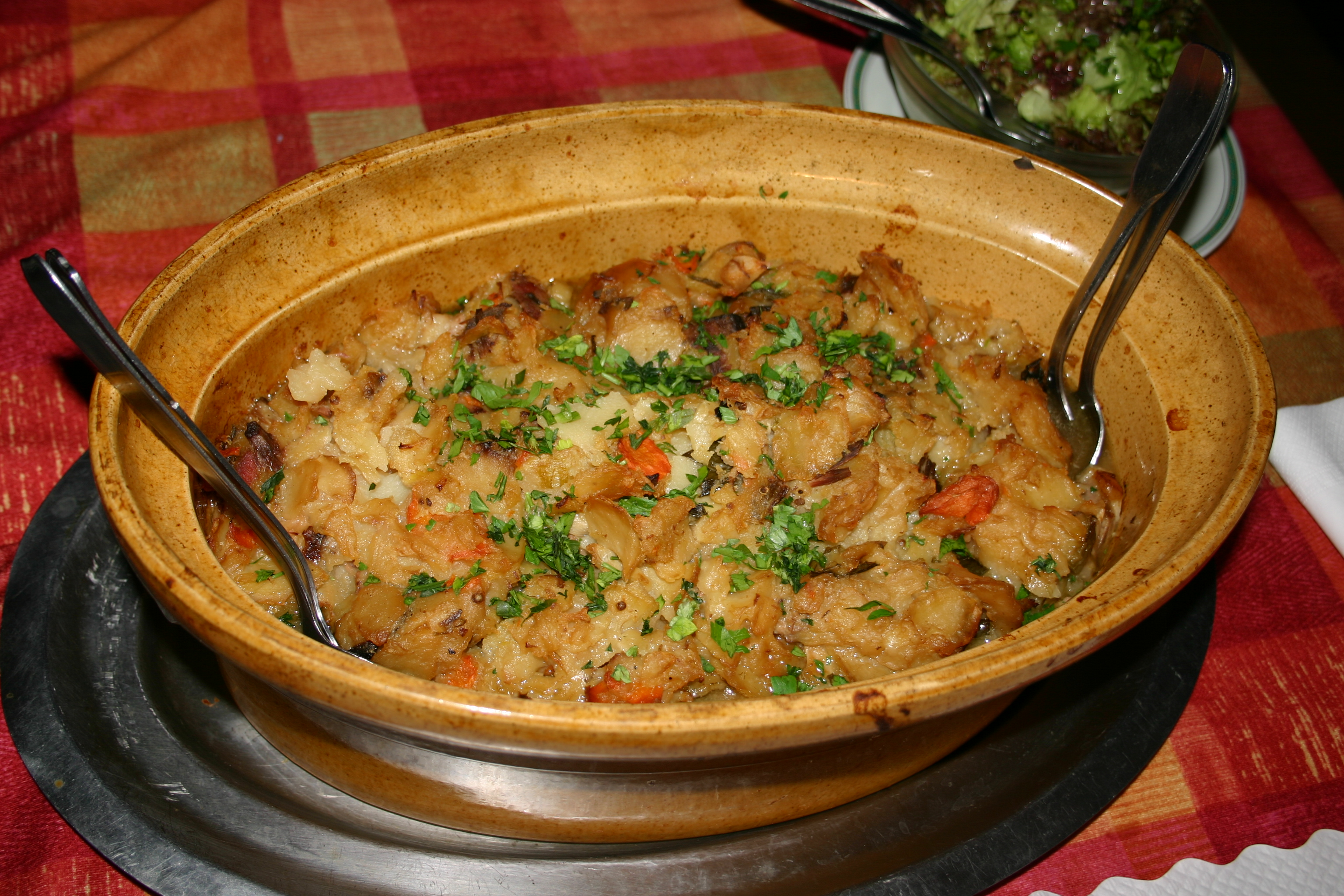
Baeckeoffe tradicional servido en Estrasburgo, en el restaurante de la Victoire.

El baeckeoffe es un plato tradicional alsaciano, cuya preparación es una cocción muy lenta (se extiende sobre más de 24 horas) de rodajas de patatas y otros ingredientes. Su lentitud en la preparación hace que ya el día antes se vaya empezando a cocinar. Se trata de un plato muy unido a la costumbre culinaria de Estrasburgo.
Es una mezcla de rebanadas de papas y cebollas, cubos de carne de cordero, ternera, y cerdo los cuales han sido marinados por la noche con vino blanco de Alsacia, especias y bayas de enebro y todo ha sido cocido lentamente en una vasija de cerámica cuya tapa se sella con una tira de masa. A veces se le agrega puerro, tomillo, perejil, ajo, zanahorias y  marjorama para darle sabor y color.

## Historia
El baecke (que se escribe también baeck) significa 'horno de panadero' en alsaciano, es necesario incluir que era un plato urbano, un plato de domingo. En cierta forma esto es así ya que los panaderos eran muy poco comunes en el campo ya que por regla general cada campesino se hacía cocinar su propio pan, y lo hacía una vez cada quince días o incluso cada tres semanas (lo que daba la ocasión para preparar una tarta flameada -Flammkuchen-), aquellos días de semana se solía comer patatas con requesón (el bibeleskaas) y el domingo, día de lujo incluían en el menú una salchicha blanca (el  kachelmües). 
Algunos garantizan que este es el origen de este plato sólo en la ciudad de Estrasburgo; en cualquier caso, en la obra los Tilos de Lautenbach, de Jean Egen podemos ver que, cuando fue necesario preparar la comida tras el entierro de su abuela, había vacilado antes de elegir el baeckeoffe porque era un plato del Bajo Rin.
El sábado, por lo tanto en Estrasburgo la cocinera/o de cada casa se ponía a preparar el baeckeoffe. Tras la preparación se dejaba macerar, antes de ir a la iglesia, se depositaba en el horno del panadero tras la elaboración de los panes durante la madrugada para que se mantuviera caliente y listo de comer tras la ceremonia. Eso podía durar hasta las tres horas, antes las ceremonias (misas) eran más largas que ahora.

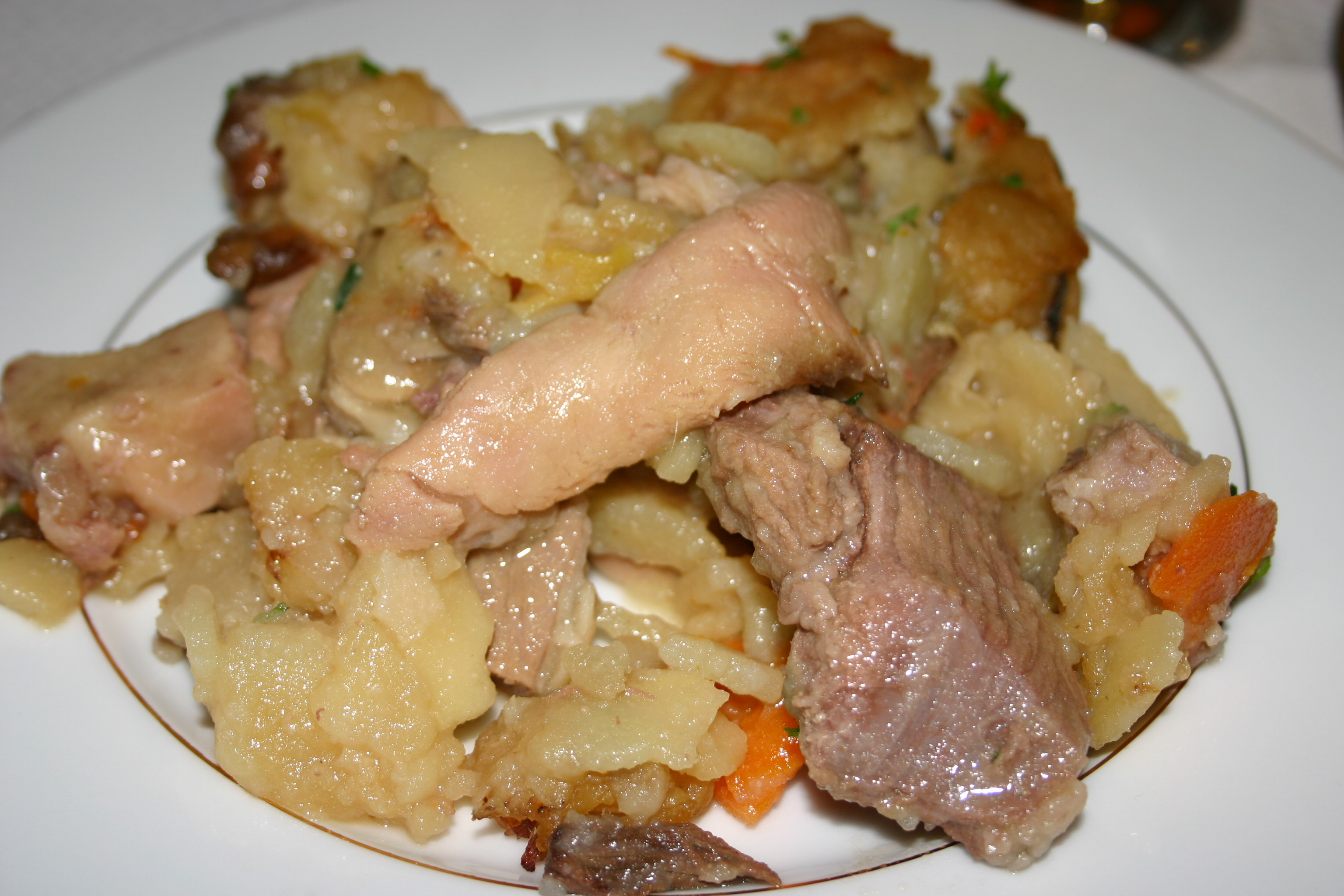
Plato tradicional de baeckeoffe, elaborado en Soufflenheim.

Una tradición oral de Estrasburgo dice que este plato a principios del siglo XX, era muy a menudo un plato servido el lunes. El lunes que era tradicionalmente día de colada, la cocina familiar estaba ocupada por la caldera o hervía la ropa, y se recurría entonces al horno del panadero. Los niños se encargaban llevar el plato al panadero y traerlo volviendo a entrar de la escuela.